# Brehonowie
Brehonowie – starożytni i średniowieczni interpretatorzy prawa w Irlandii, z czasem pełniący także funkcje sędziów.

## Charakterystyka
Odpowiadali oni za przechowanie i przekazanie kolejnym pokoleniom niepisanego i rodzimego prawa. Jako depozytariusze ustnej tradycji prawnej trudnili się objaśnianiem tych przepisów oraz służyli jako doradcy w czasie sądów sprawowanych przez władców. Rekrutowali się spośród druidów lub bardów. Na ich pozycję i zajmowane miejsce w społeczeństwie nie wpłynęły negatywnie ani przyjęcie chrześcijaństwa, ani podbój angielski. Mając wiedzę i umiejętności, które nie były powszechne, posiadali uprzywilejowane miejsce w społeczeństwie. Przetrwali do końca XVI w.

## Znaczenie
Proces spisywania praw w Irlandii zaczął się po przyjęciu chrześcijaństwa w VI w., co przyczyniło się do powstania tzw. prawa irlandzkiego (Brehon Law). Prawo brehonów było niezależne od woli władcy, nie podlegało również wpływom zewnętrznym. Dopiero podbój normański spowodował, że rodzima tradycja prawna zaczęła ustępować nowym przepisom, lecz postępowało to bardzo opornie i upadła dopiero w XVI w. bądź na początku XVII w.